# Sui generis

Sui generis este o expresie latină care este folosită pentru a indica caracterul atipic al unui obiect, fapt, atitudine, care se distinge prin caracteristicile sale singulare, particulare, bizare și greu de definit.
Un număr de discipline folosesc expresia pentru a se referi la entități unice. Acestea includ:
- În biologie, pentru specii care nu se încadrează într-un gen care include alte specii.
- În arte creative, pentru lucrări artistice care depășesc granițele genurilor convenționale.
- În drept, atunci când este necesară o interpretare specială și unică a unui caz sau a unei autorități.
  - drepturi de proprietate intelectuală, pentru tipurile de lucrări care nu intră sub incidența legislației generale privind drepturile de autor, dar sunt protejate prin statute separate.
- În filosofie, pentru a indica o idee, o entitate sau o realitate care nu poate fi redusă la un concept inferior sau inclusă într-un concept superior.